# Eumenes dimidativentris
Eumenes dimidativentris är en stekelart som beskrevs av Giordani Soika. Eumenes dimidativentris ingår i släktet krukmakargetingar, och familjen Eumenidae. Inga underarter finns listade i Catalogue of Life.